# Terrestrisuchus
Terrestrisuchus (gr. 'cocodril terrestre') és un gènere extint de cocodrilomorf esfenosuc de la família Saltoposuchidae que va viure cap a finals del Triàsic en el que avui és Gal·les (Regne Unit). Encara que el Terrestrisuchus no semblava un cocodril a simple vista, el seu crani és molt similar als d'aquests animals.

## Morfologia
Aquest antecessor dels cocodrils actuals era molt més prim i les seves potes eren estilitzades. Es creu que podia posar-se en posició bípeda o cuadrúpeda. Una altra característica era la seva larguísima cua, amb la qual sumava uns 50 cm.

## Hàbits
Era molt probablement terrestre (i veloç), i la seva dieta es basava en petites preses com a insectes, segons creuen els experts, a causa de la seva grandària.